# Les Petits Mythos

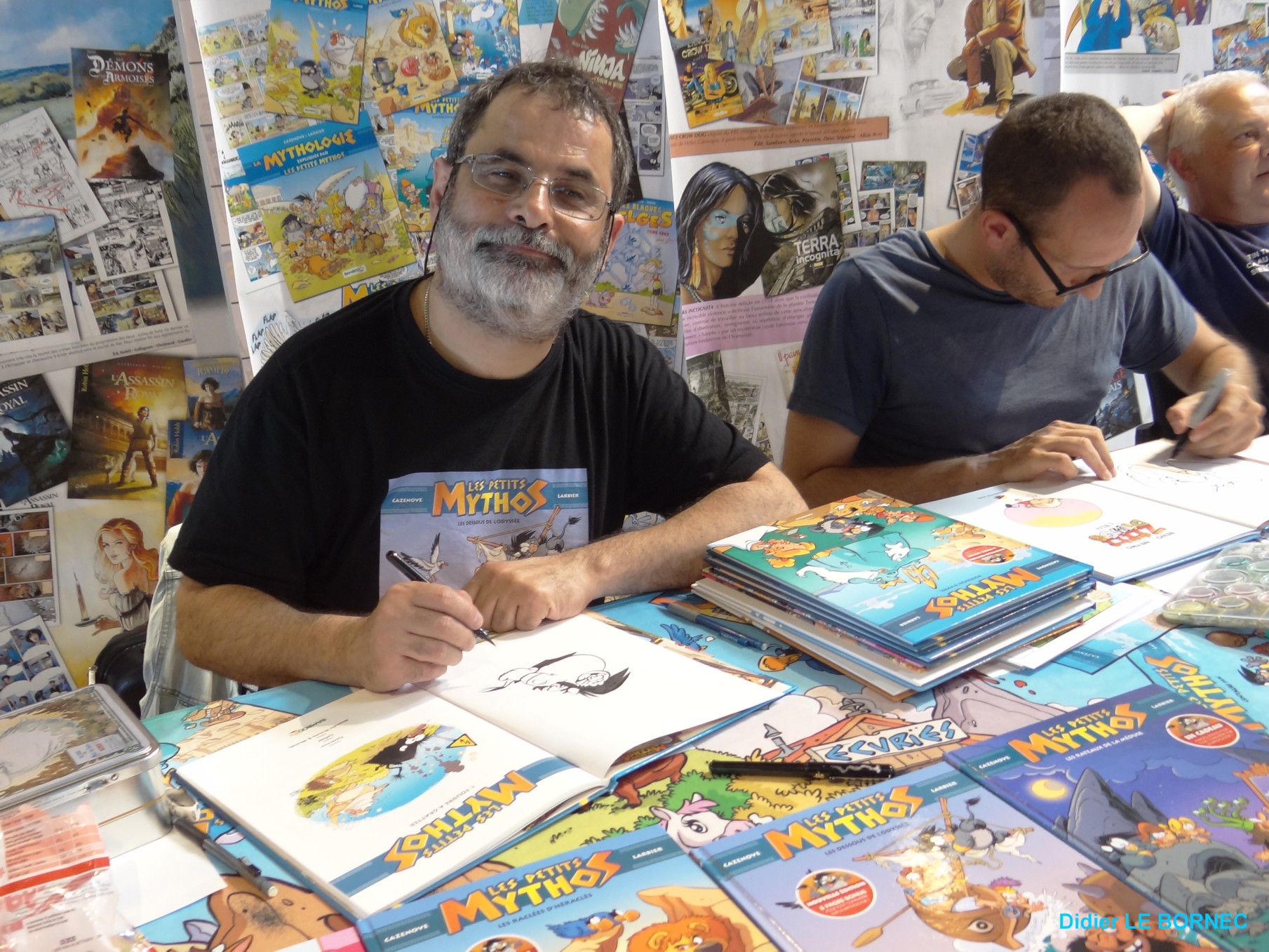
Le dessinateur Philippe Larbier en dédicace pour Les Petits Mythos.

Les Petits Mythos est une série de bandes dessinées humoristiques françaises, dont le premier album est paru en 2012. Treize albums, illustrés par Philippe Larbier et scénarisés par Christophe Cazenove, sont édités par Bamboo Édition. 

## Synopsis
Caricatures des dieux, des déesses, des héros et des créatures issu de la mythologie gréco-romaine... 

## Albums
- Foudre à gratter, Bamboo édition, 11 janvier 2012
- Le Grand Icare, Bamboo édition, 22 août 2012
- Les Titans sont durs, Bamboo édition, 3 janvier 2014
- Poséidon d'avril, Bamboo édition, 27 août 2014
- Détente aux enfers, Bamboo édition, 29 avril 2015
- Les Dessous de l'Odyssée, Bamboo édition, 30 mars 2016
- Les Raclés d'Héraclès, Bamboo édition, 19 octobre 2016
- Centaure Parc, Bamboo édition, 8 novembre 2017[3]
- Les Râteaux de la Méduse, Bamboo édition, 26 septembre 2018[4]
- Vainqueur par Chaos, Bamboo édition, 25 octobre 2019
- Crète Party, Bamboo édition, 2020
- Hermès Conditionné, Bamboo édition, octobre 2021

- A Troie, on lâche tout ! , Bamboo édition, 28 septembre 2022
- Mouton d'or et les Argonautes, Bamboo édition, 27 septembre 2023
- (Hors Série)  En 3D , Bamboo édition, 26 septembre 2019 (planches des 9 premiers albums en 3D, vendu avec des lunettes)

## Personnages

### Humains
- Achille : il est représenté en tant que bébé dans la bande dessinée, sa mère tente de le rendre immortel mais ça échoue pratiquement tout le temps, il grandit lors du tome 12.
- Acrisios : grand-père de Persée (apparaît dans une planche informative du tome 9).
- Acmon : Un des Cercopes avec son frère Passalos, apparaît sous forme de mouche dans le tome 12.
- Actéon : chasseur étant changé en cerf par Artémis, il n’apparaît que sur une planche du tome 10.
- Adonis : jeune fille changée en anémone (nommée uniquement dans le tome 8).
- Agamemnon : frère de Ménélas, Il veut raser la cité de Troie pour récupérer Hélène et la ramener à son frère, mais Pâris l'en empêche.
- Alcmène : Mère d'Hercule séduite par Zeus (apparaît dans une planche informative du tome 12).
- Les Aloades : Géants enfermant Arès dans une jarre (apparaissent lors d'un flash-back du tome 12).
- Les Alséides : nymphes protectrices des sous-bois (nommées dans le tome 11)
- Les Amazones : elles sont souvent représentées par deux femmes fortes et qui aiment se battre ; elles ne perdent jamais.
- Amphion : Roi de Thèbes construisant les rempart avec sa lyre offerte par Hermès (apparaît lors d'un flash-back du tome 12).
- Amphitryon : Père adoptif d'Hercule (apparaît dans une planche informative du tome 12).
- Andromède : jeune fille attendant son héros, elle est attachée à un poteau (apparaît dans le tome 8 uniquement).
- Apémosyné : Jeune femme courant plus vite qu'Hermès (apparaît dans une planche informative du tome 12).
- Apollon : futur dieu du Soleil, des arts et de la raison et frère d'Artémis il est représenté comme le beau gosse de la bande dessinée.
- Aphrodite : petite fille blonde dans son péplos blanc, elle a un caractère doux et accompagne Totor et Atlas dans leurs aventures.
- Argos : Géant aux mille yeux devant garder Io (apparaît dans le tome 12).
- Arès : il est le futur dieu de la guerre violente  et apparaît idiot par rapport à sa demi-sœur et sa co-déesse de la guerre : Athéna.
- Les Argonautes : deux gamins qui risquent leur vie pour récupérer la toison d'or avec Jason.
- Ariane : demi-sœur de Totor et copine de Thésée puis de Dionysos (apparaît dans le tome 11).
- Artémis : future déesse de la chasse, Artémis ne se sépare jamais de sa Biche de Cérynie (sauf quand celle-ci mange ses cheveux et ses fleurs). Elle se querelle très souvent avec son frère Apollon. Eurysthée la gronde à cause de ses mauvaises connaissances sur les animaux mythologiques.
- Asclépios : fils d'Apollon et dieu de la médecine générale (apparaît dans une planche informative du tome 11).
- Athéna : future déesse de la stratégie militaire, elle ne quitte jamais son casque à crinière. Elle fournit des armes et des conseils, plus ou moins utiles, à Ulysse, Totor, Atlas et les autres.
- Atlas : acolyte de Totor, il incarne le Titan Atlas mais n'est encore qu'un enfant roux de petite taille dans la bande dessinée. Sa force est loin d'être à la hauteur du mythe.
- Augias : il tient les écuries les plus sales du monde ce qui fait un parfait travail pour Hercule quand il se doit de les nettoyer. Il est à l'image de ses écuries ; sale et puant, il est souvent accompagné d'un rat.
- Les Auliades : nymphes protectrices des bosquets (nommées dans le tome 11).
- Battos : Vieux pasteur ayant trahi Hermès (apparaît dans un flash-back du tome 12).
- Callisto : jeune femme transformée en ourse (apparaît uniquement dans le tome 8).
- Calypso : nymphe qui accueille Ulysse dans son île paradisiaque (apparaît seulement dans le tome 6).
- Charon : passeur des Enfers (apparaît à partir du tome 5).
- Chélone : Nymphe ayant refusé l'invitation au mariage de Zeus et Héra et ayant été transformée en tortue (apparaît dans le tome 12).
- Chiron : centaure et professeur de nombreux héros grecs (apparaît dans les tomes 8 et 11).
- Chrysaor : fils de Poséidon et de Méduse, né une fois que sa mère est morte (apparaît dans une planche informative du tome 9).
- Circé : sorcière et amie des mythos ayant un fort caractère.
- Cithéron : roi d'une région grecque étant mort à cause d'un serpent (apparaît dans une planche informative du tome 10).
- Colosse de Rhodes : il apparaît seulement dans le tome 3 ; il est immense et puissant.
- Colosse Géryon
- Cronos : titan dévorant ses enfants (futurs Olympiens), il apparaît sous une forme titanesque dans le tome 10.
- Les Curètes : groupe de guerrier faisant un vacarme pour cacher les bruits de Zeus enfant, ils sont présents que une planche du tome 10 en groupe de musiciens.
- Cyclope : il ne parle jamais (mis à part une fois dans le tome 1) et a souvent des malheurs à la place des autres.
- Daédalion : jeune homme transformé en faucon (apparaît uniquement dans le tome 8).
- Danaé : mère de Persée (apparaît dans une planche informative du tome 9).
- Les Danaïdes : 50 jeunes filles condamnées à remplir u tonneau percé aux Enferres (apparaissent sur une planche informative du tome 12).
- Daphné : jeune fille changée en Laurier par Zeus pour échapper à Apollon (nommée uniquement dans le tome 8).
- Dédale : génie humain ayant inventé toutes sortes de choses (apparaît à partir du tome 11).
- Déimos : dieu inspirant la crainte et demi-frère de Phobos (apparaît seulement dans le tome 9).
- Déméter : futur déesse des moissons (elle est la dernière Olympienne à apparaître -Tome 10- avec sa sœur Hestia)
- Deucalion : Survivant du déluge (apparaît dans une planche informative du tome 12).
- Dia : concubine de Zeus pour laquelle il se changea en cheval (apparaît en flash-back sur une planche du tome 2).
- Dionysos : futur dieu du vin, des vignes et du théâtre, il est fou et se prend pour les dieux (apparaît à partir du tome 5).
- Les Dryades : nymphes protectrices des chênes (nommées dans le tome 11).
- Échidna : mi femme- mi serpent, mère de très nombreux monstres (apparaît dans une planche informative du tome 8).
- Écho : la pauvre jeune fille fut maudite par Héra, elle doit donc répéter tout ce qu'elle entend. Elle tombe éperdument amoureuse de Narcisse.
- Égine : Jeune femme séduite par Zeus transformé en aigle (apparaît dans le tome 12).
- Éole : gardien des vents ayant un caractère bien marqué.
- Éolienne : copine d'Aphrodite et de Circé, elle fait partie des Éoliens et a la capacité de déclencher une tempête selon ses sentiments (apparaît à partir du tome 1).
- Éos : Titanide représentant l'aurore (apparaît lors d'un flash-back du tome 12).
- Les Épimélides : nymphes protectrices des pommiers (nommées dans le tome 11).
- Epioné : femme (ou fille selon les légendes) d'Asclépios (apparaît dans une planche informative du tome 11).
- Éris : déesse de la discorde (apparaît seulement dans une planche du tome 9).
- Les Érinyes : esprits (ou déesses) de la furies (apparaissent une fois en flash-back dans le tome 10).
- Éros: dieu de l'amour, est représenté sous la forme d'un vieillard (apparaît en flash-back dans le tome 8 uniquement).
- Érysichthon : fils du roi de Thessalie, il est maudit par Déméter pour avoir coupé un arbre sacré lui étant dédié, il ne calme plus sa faim (tome 10 uniquement).
- Europe : née d'une des concubines  de Zeus, elle arrive dans le tome 9 et est protégée par Talos.
- Euryale: sœur de Méduse et donc l'une des trois gorgones. Elle est embonpoint et à la particularité de porter des défenses de sanglier (ses serpents ont des taches de rousseur).
- Eurydice : future femme d'Orphée , elle est enfermée aux enfer ayant été mordue par un serpent (apparaît à partir du tome 5).
- Eurysthée : Coach et cousin d'Hercule, les mythos lui pourrissent littéralement la vie.
- La Gouvernante de Calypso : femme forte montrant ses appartements à Totor (tome 6 uniquement).
- Les Grées : trois sœurs, n'ayant qu'un œil et qu'une langue pour trois, elles prédisent l'avenir.
- Hadès : Dieu des Enfers, il capture Perséphone dans le tome 5 mais il est doux comme un agneau (il est également plus mature que les petits mythos mais moins que ses frères).
- Hébé : fille de Zeus et Héra et déesse de la jeunesse (apparaît dans une planche informative du tome 11).
- Hélène : fille de Zeus, sœur de Castor et Polux (pas encore apparus dans la bande dessinée) et née dans un œuf de cygne ; cette enfant est l'élément déclencheur de la guerre de Troie à cause de sa capture par Paris.
- Hélios : dieu soleil (apparaît uniquement dans une prédiction du tome 6).
- Héphaïstos : futur dieux des forgerons, il a déjà sa propre forge reconnu par tout l'Olympe mais les armes y sortant sont désastreuses. Il est boiteux.
- Héra : femme de Zeus, reine des dieux et déesse du Mariage, celle-ci est très jalouse et apparaît que très tardivement (tome 9) contrairement aux autres dieux de l'Olympe exceptées ses deux sœurs.
- Hercule : célèbre demi-dieux fils de Zeus, il essaye déjà de réussir ses douze travaux alors qu'il n'a pas encore sa force surhumaine, il échoue donc à chaque fois et est moqué par Zeus et Poséidon.
- Hermès : futur dieux des voyageurs, des voleurs et des marchands. Il est d'ores et déjà le messager des gros mythos.
- Hestia : futur déesse du foyer, les gags portants sur ce personnage traitent souvent du ménage, (elle est la dernière Olympienne à apparaître -Tome 10- avec sa sœur Déméter).
- Hécatonchires : géants aux cents têtes et cents paires de bras (l'un d'entre eux apparaît dans le tome 8).
- Hippolyté : reine des Amazones étant très intelligente (apparaît seulement dans le tome 7).
- Homère : poète grec, auteur de l'Iliade et l'Odyssée (apparaît à partir du tome 6).
- Hyacinthos : jeune fille changée en iris (nommée uniquement dans le tome 8).
- Hygie : personnification de la santé et disciple d'Asclépios (apparaît dans une planche informative du tome 11).
- Les Hyléores : nymphes protectrices des sapins (nommées dans le tome 11).
- Icare : célèbre héros dont le but est de voler, il essaye tous les moyens pour y arriver mais la plupart de ses plans tombent à l'eau ou dans le labyrinthe de Totor.
- Ilithye : fille de Zeus et Héra et déesse de l'accouchement (apparaît dans une planche informative du tome 11).
- Io : jeune fille transformée en vache par Zeus (apparaît dans le tome 8 et 12 sous forme de vachehe).
- Iolaos : petit cousin d'Hercule pourtant beaucoup plus rand et fort que lui (apparaît lors d'un flash-back du tome 11)
- Isao : fille d'Asclépios et personnification de la guérison (apparaît dans une planche informative du tome 11).
- Jason : célèbre chercheur de la toison d'or, il n'a pas de très bons liens amicaux avec Midas.
- Kères : saletés de génies du meurtre et de la violence, elles sont évoquées qu'une seule fois dans le tome 9 mais n'apparaissent pas.
- Léda : concubine de Zeus pour laquelle il se changea en cygne (apparaît en flash-back sur une planche du tome 2).
- Léon et Mémé : deux personnes âgés habitant la même île que les mythos.
- Léto : Titanide, concubine de Zeus et mère d'Apollon et Artémis (apparaît lors d'un flash-back du thème 12).
- Les Lestrygons : peuple de géants cannibales (apparaissent dans une planche informative du tome 6).
- Les Limiades : nymphes protectrices des fleurs et des plantes (nommées dans le tome 11).
- Les Lothophages : peuple grec ayant pour spécialité le fruit du lotus faisant perdre la mémoire (apparaissent dans une planche du tome 6).
- Lyssa : esprit de la folie furieuse et destructrice, apparaît dans le tome 10 sur une planche en flash-back.
- Maïa : Pléiade et mère d'Hermès, apparaît dans un flash-back du tome 12.
- Maron : prêtre épargné du massacre des Cicones lors de l'Odyssée (apparaît dans une planche informative du tome 6).
- Marpessa : jeune fille transformée en martin-pêcheur par Apollon (apparaît uniquement dans le tome 8).
- Méduse (mythologie) : célèbre gorgone transformant tous ceux qui croisent son regard en pierre est la meilleure amie de Totor.
- Les Méléagrides : femmes changées en pintades par Zeus (apparaissent uniquement dans le tome 8).
- Ménélas : futur roi de Sparte, frère d'Agamemnon et amant d'Hélène, il ne fait que pleurer et est traité de gros bébé par Pâris.
- Métis :  océanide de la sagesse et de la ruse et une concubine de Zeus (apparaît dans les tomes 10 et 11).
- Midas : futur roi de Phrygie, ce pauvre garçon change tout ce qu'il touche en or sauf quand il est enrhumé, il a un caractère de cochon.
- Minos : roi de Crète et beau-père de Totor (apparaît dans le tome 11)
- Morphée : fils d'Hypnos, il a le pouvoir d'entrer et de contrôler les rêves sauf quand il s'endort avant sa "proie".
- Myrtilos : Cocher changer en constellation par Hermès (apparaît dans une planche informative du tome 12).
- Narcisse : beau garçon blond amoureux de son reflet; il apparaît dans le tome 9.
- Nausicaa : fille du roi des Phéaciens, elle ne supporte pas Ulysse contrairement à la mythologie. Elle n'apparaît seulement sur une planche dans le tome 6.
- Némésis : concubine de Zeus pour laquelle il se changea en rongeur (apparaît en flash-back sur une planche du tome 2).
- Nérée : divinité marine, il est vêtu d'une sorte de maillot de bain rose avec des palmiers noirs (tome 7 et 11).
- Niké : Déesse de la victoire, rend jaloux Hermès par ses ailes et sa force (apparaît dans le tome 12).
- Œdipe : Encore jeune voyageur il tente de résoudre les énigmes du Sphinx (apparaît dans le tome 8 et 12 uniquement).
- L'Oracle : ce fou aveugle et vêtu d'un simple drap sale peut prédire l'avenir aux mythos. Il vit dans une sorte de grande jarre où il a à peine la place de rentrer.
- Orion : Chasseur courant après les Pléiades (apparaît dans le tome 12)
- Orphée : apparaissant pour la première fois dans le tome 2, ce musicien hors perd ne sait pour l'instant que charmer les assiettes. Il tente déjà de sauver sa bienheureuse Eurydice au Enfer dans le Tome 5.
- Paean : dieu guérisseur utilisant essentiellement les plantes pour soigner (apparaît dans une planche informative du tome 11).
- Pan : mi homme- mi bouc, dieu des bergers, est la risée de l'Olympe (apparaît à partit du tome 8).
- Panacée : déesse spécialisée dans la guérison par les plantes (apparaît dans une planche informative du tome 11).
- Pâris : fils de Priam roi de Troie, il apparaît la première fois dans le tome 4 pour enlever la belle Hélène. Il est très prétentieux et s'approprie tout ce qu'il souhaite.
- Pasiphaé : femme de Minos et mère de Totor, elle tomba éperdument amoureuse d'un taureau blanc (apparaît dans le tome 11).
- Passalos : Un des Cercopes avec son frère Acmon, apparaît sous forme de mouche dans le tome 12.
- Pénélope : future femme d'Ulysse, elle a la manie de tricoter à toute vitesse quand elle est triste (quand elle est donc loin de son amant).
- Penthésilée : Amazone ayant comme spécialité de découper la pierre comme on trancherait des légumes (apparaît dans le tome 6 et 12 uniquement)
- Persée : futur grand héros il a pour seul but de décapiter Méduse mais il est encore bien bête (apparaît dans le tome 9 et 12 seulement).
- Perséphone : fille de Déméter et future femme d'Hadès ; elle se fait capturer par celui-ci dans le tome 5. Elle est très souvent colérique car elle ne peut plus voir ses amies.
- Phinée : riche marchand n'apparaissant qu'une seule fois dans le tome 9.
- Phobos : Dieu de l'épouvante représenté sous la forme d'un fantôme vert (n'apparaît seulement dans le tome 9).
- Pholos : centaure ami d'Hercule et de Totor mais ayant un rhume des foins (apparaît dans le tome 7 uniquement).
- Phorcys : père de méduse (apparaît dans une planche informative du tome 9).
- Pirithoos : héros ayant invité des centaures à son mariage avec Hippodamie dont la fête fut terminée en bataille (apparaît dans une planche informative du tome 10).
- Polydectès : prétendant de Danaé (mère de Persée) (apparaît dans une planche informative du tome 9).
- Polyphème : cyclope et fils de Poséidon que croise Ulysse lors de l'Odyssée (apparaît uniquement dans le tome 6).
- Poséidon : un des trois "grand Olympien", il fait tout pour embêter Ulysse dans son Odyssée alors qu'il ne sait rien à la navigation. Il est souvent présent à rire avec son frère cadet, Zeus.
- Prométhée : un des premiers hommes, il vola le feux divin   pour le rapporter aux hommes et doit donc subir un supplice (apparaît dans le tome 8 et une planche informative du tome 12).
- Pyrrha : Survivante du déluge (apparaît dans une planche informative du tome 12).
- La Pythie de Delphes (ou d’Apollon) : jeune femme faisant part aux mortels des prédictions et des messages d'Apollon, elle n'est qu'un personnage mineur dans le tome 10.
- Rhadamanthe : frère du roi Minos, il crée de code crétois puis obtient le poste de juge des Enfers confié par Hadès (apparaît dans le tome 11).
- Rhéa : Titanide fille de Gaïa et Ouranos et épouse & sœur de Cronos, elle apparaît dans un flash-back du tome 10.
- Rhodé : fille de Poséidon, elle donna son nom à l'ile de Rhode (apparaît dans le tome 11).
- Sarpédon : apparaît lors d'un flash-back du tome 11, il est le frère du roi Minos et devient roi en Asie centrale.
- Sucellus : futur dieu gaulois en voyage dans la mythologie grecque (apparaît dans le tome 8 uniquement)
- Sisyphe : le fameux qui a déclenché la colère de Zeus est lui aussi de la partie. Toujours en essayant de monter son gros caillou sur la colline malgré les multiples idées de Totor pour l'aider (apparaît à partir du tome 1).
- Syrinx : nymphe devant subir l'amour de pan et a donc demander à se changer en roseau (apparaît en flash-back dans le tome 8 uniquement).
- Talos : gros robot de bronze chargé de protéger Europe, il tue donc tous ceux qui touchent ou embêtent sa protégée. Il a été construit par Héphaïstos.
- Thésée : futur grand héros, son seul but est de tuer Totor pour accomplir sa destinée au grand regret de ses copains mythos (apparaît à partir du tome 5).
- Thémis : déesse de la justice (nommée dans le tome 11).
- Thétis : mère d'Achille, de nombreux gags sont sur la "trempette" de son fils dans le Styx.
- Tithonos : Prince troyen aimé d'Eos, transformé en cigale pour devenir immortel (apparaît dans le tome 12).
- Totor : c'est un des personnages principaux. Il est la caricature burlesque du minotaure, comme lui, il vit dans un labyrinthe. Sa phobie des serpents lui vaut des difficultés relationnelles avec Méduse (mythologie). Ses mauvaises manières et sa forte odeur font l'objet de nombreux gags.
- Triton : fils de Poséidon et d'Amphitrite, il est le messager des flots (apparaît dans le tome 11).
- Ulysse : futur roi d'Ithaque, il est perturbé par sa non capacité à naviguer alors qu'il connaîtra sa grande Odyssée.
- Zeus : roi des Dieux et chef de l'Olympe, il fait tout pour convaincre les petits mythos que l'Olympe n'est pas un lieu de répit. Avec son frère, Poséidon, il se moque souvent de Totor, Hercule ou encore Ulysse

### Animaux et Monstres
- L'Aigle du Caucase
- Argos : chien d'Ulysse, il rapporte tout ce qu'on lui demande (il apparaît dans le tome 9).
- Les Basilics
- Le Bélier à la toison d'or (apparaît dans une planche informative du tome 12)
- Charybde (tome 6 uniquement)
- Chien en or donné à Tantale (apparaît dans une planche informative du tome 12)
- La Chimère
- Le Crabe géant faisant peur à Hercule (tome 11)
- La Biche de Cérynie
- Les Bœufs sacrés d'Hélios
- Les Centaures
- Cerbère
- Le Dragon de Colchide
- Les Griffons
- Les Harpyes
- L'Hydre de Lerne
- Les Juments de Diomède
- Kiki, le monstre marin d'Andromède
- Le Lion de Némée
- Les oiseaux du lac Stymphale
- Orthos
- Pégase
- Le Python
- Le Sanglier de Calydon
- Le Sanglier d'Érymanthe
- Les Satyres
- Scylla (tome 6 uniquement)
- Les Sirènes : ici, monstres à corps d'oiseau et tête de femme.
- Les Sirènes : ici, ces personnages de la mythologie scandinave font leur apparition voulant à tout prix dévorer les navigateurs comme Ulysse mais y renoncent à cause de sa débilité.
- Le Sphinx
- Le Taureau crétois
- Le troupeau de Géryon